# Triaspis glaberrima
Triaspis glaberrima är en stekelart som beskrevs av Snoflak 1953. Triaspis glaberrima ingår i släktet Triaspis och familjen bracksteklar. Inga underarter finns listade i Catalogue of Life.